# 劉德勳
劉德勳（1953年—），臺灣政治人物，曾任監察委員、行政院大陸委員會副主任委員、海峽交流基金會代理董事長。在大陸委員會任職長達20年，經歷台灣2次政黨輪替，是最嫻熟兩岸事務的政府官員之一。

## 經歷
1974年，自國立政治大學法律系畢業後經高等考試考取法務組財稅人員，入行政院法規會，1988年任專門委員，曾任財政部證券管理委員會副組長、行政院第一組副組長、1993年任行政院大陸委員會法政處處長，2002年升任該會副主任委員。
2004年，許惠祐轉任行政院海岸巡防署署長後，任海峽交流基金會副董事長兼秘書長。
2005年，前海基會董事長辜振甫過世時，曾以陸委會副主委兼海基會副董事長身分代理海基會董事長職務，同年由陸委會副主委游盈隆兼任秘書長。
2008年，於賴幸媛接任大陸委員會主委時擢升為特任副主委兼發言人。
劉德勳表示，釣魚台列嶼與南海議題都是主權問題，也是國際議題，而不是兩岸議題。政府的立場很清楚，中華民國堅持主張擁有釣魚台列嶼，不可能與中國大陸共同處理相關議題。
針對中華人民共和國異議人士劉曉波因零八憲章觸犯中國大陸的「煽動顛覆國家政權罪」遭判11年重刑，劉德勳表示人權是普世價值，自由、民主與人權是中國大陸政府施政過程中始終要面對的方向，個案的發生也是檢驗面對人權普世價值的方式。
2013年1月，請辭陸委會副主委。
2017年5月4日，曾於2015年底就京華城案糾正台北市政府的監委劉德勳，在監院「內政及少數民族委員會」中臨時提案，表明要在下個月的委員會對台北市政府就該案提出質問。
2023年3月，擔任沈春池文教基金會董事。

## 外部連結
- 副主任委員劉德勳 （页面存档备份，存于）